# Sesto Martiniano
Sesto Marzio Martiniano (in latino Sextus Marcius Martinianus; ... – 325) è stato un funzionario romano, imperatore dal luglio 324 al 18 settembre dello stesso anno, come collega di Licinio.

## Biografia
Nel 324, durante la seconda guerra contro il suo collega Costantino I, Licinio si trovò in difficoltà di fronte all'avanzata delle truppe nemiche, che gli inflissero una sconfitta nella battaglia di Adrianopoli il 3 luglio; decise allora di nominare il proprio magister officiorum Martiniano nuovo cesare: questa nomina gli permise di avere un collaboratore fidato al comando delle proprie truppe, e al contempo, avendogli garantito il titolo tenuto da Costantino, rimarcò la pretesa infondatezza del potere del proprio avversario.
Martiniano fu inviato da Licino a Lampsaco, sui Dardanelli, per attaccare Costantino non appena questi avesse oltrepassato il Bosforo: non sembra che questa azione militare avesse successo, però, perché il 18 settembre Costantino sconfisse definitivamente Licinio nella battaglia di Crisopoli. Licinio e Martiniano furono catturati, ma Costantino risparmiò loro la vita, mandando Martiniano agli arresti domiciliari in Cappadocia. Un anno dopo, l'imperatore cambiò idea e mise a morte entrambi.